# Arnaud Le Gouëfflec
 (octobre 2018).
 (octobre 2018).
Arnaud Le Gouëfflec, né le 25 mars 1974 à Brest, est un artiste français, à la fois romancier, scénariste de bande dessinée, auteur de chansons et musicien.

## Biographie
Arnaud Le Gouëfflec a passé son enfance en Normandie, entre Caen et Saint-Hilaire-du-Harcouët. Obtenant son CAPES en 1994, il a été professeur de français notamment au collège de Kerzouar à Saint-Renan et à Édouard Quéau à Portsall, avant se consacrer entièrement à ses créations à partir de 2019.
Musicien et parolier, auteur de romans et de scénarios, il a également collaboré à Schnock, la revue des vieux de 27 à 87 ans, au magazine  Mondomix (avec Olivier Balez), à la revue  Hopala et au fanzine brestois  Mazout. Il collabore depuis 2013 à La Revue Dessinée (Chronique « Face B », consacrée aux figures marginales de la musique du XXe siècle, avec le dessinateur Nicolas Moog, ou Marion Mousse pour le numéro 2) et à Fluide glacial (reprise de la série The Zumbies, avec Julien Solé, ou Mondo Reverso, avec Dominique Bertail).
Il sort chez Glénat en mars 2024 avec Nicolas Moog au dessin la BD Vivre libre ou mourir, chronique de la décennie des années 1980 et l'arrivée du punk sur la scène musicale en France,,,. 

## Écrivain et scénariste

### Romans
- Basile et Massue, L'Escarbille, 2004 (réédition Sixto 2015), lauréat 2005 du prix de la ville de Carhaix, Prix du premier roman au Festival de Chambéry, Prix du premier roman au Festival de Laval
- Les Discrets, Ginkgo éditeur, 2007.
- L'Irrésistible, Ginkgo éditeur, 2009.
- Mon nom est Person, Coop Breizh, 2010.
- La Noctambule, Ginkgo éditeur, 2015.
- Les 12 Travails d'Hercule, Coop Breizh, 2016.
- Le Guerrier Mouktar, Sixto, 2016.

Les Discrets, L'Irrésistible et La Noctambule forment les trois volets d'une trilogie mettant en scène un personnage récurrent, Johnny Spinoza.
Deux ouvrages illustrés par le dessinateur Laurent Silliau :
- Le Bestiaire secret de Lord Bargamoufle, Ginkgo éditeur, 2006
- Les Papes, Ginkgo éditeur, 2010

### Bande dessinée
- Vilebrequin, Casterman, 2007, avec le dessinateur Obion, prix Jeunesse France Télévision 2008[7],[8],Grand Prix Lyon BD festival 2009[8].
- Topless, Glénat, 2009, avec le dessinateur Olivier Balez[9].
- Le Chanteur sans nom, Glénat, 2011, avec le dessinateur Olivier Balez, Prix Bulles Zik en 2011[10]. Sélection officielle du Festival d'Angoulême 2012[11], inspiré de la vie de Roland Avellis, chanteur de charme des années 1930, qui se produisait masqué d'un loup noir[12],[13],[14].
- J'aurai ta peau, Dominique A, Glénat, 2013, avec le dessinateur Olivier Balez, fiction autour du personnage du chanteur Dominique A[15],[16], prix RTL janvier 2013.
- La Nuit Mac Orlan, Sixto, 2014, avec le dessinateur Briac, fiction construite autour de l'univers du romancier Pierre Mac Orlan, prix Mor Vran 2015.
- Soucoupes, Glénat, 2015[17], avec Obion, prix spécial du jury au Festival de Lyon 2015, prix "Coup de cœur du public" 2015 aux Utopiales, Festival international de Science-fiction de Nantes.
- Face B, figures pittoresques de la musique du XXe siècle, La Revue Dessinée, 2015, avec Nicolas Moog.
- La Carte du ciel, Glénat, 2017[18], avec le dessinateur Laurent Richard.
- Mondo Reverso, Fluide Glacial, 2018, avec le dessinateur Dominique Bertail[19],[20],[21],[22],[23].
- Michel, French lover, dessin de Yannick Grossetête, Fluide Glacial, 2018
- Vince Taylor, l'Ange Noir, dessin de Marc Malès, Glénat, 2018
- Le frère de Goring tome 1, dessin de Steven Lejeune, Glénat, 2018
- Lino Ventura et l’œil de verre, dessin de Stéphane Oiry, Glénat, 2019
- Le frère de Goring tome 2, dessin de Steven Lejeune, Glénat, 2019
- Michel, just a gigolo, dessin de Yannick Grossetête, Fluide Glacial, 2019
- Mondo Reverso tome 2, dessin de Dominique Bertail, Fluide Glacial, 2019[24],[25].
- Une Aventure de Mystère et Boule de Gomme, dessin de Pierre Malma, Delcourt, 2020
- Underground : Rockers maudits & Grandes prêtresses du son, dessin de Nicolas Moog, Glénat, 2021
- Méridien, dessin de Briac, Locus Solus, 2022
- Monsieur Léon[26] (scénario) avec Julien/CDM (dessin, couleur), coll. « Fluide Glacial », 2022  (ISBN 979-1-0382-0455-3)
- Tati et le film sans fin, Glénat, 2023
- Vivre libre ou mourir, Punk et rock Alternatif en France 1981 – 1989, dessin de Nicolas Moog, Glénat, 2024
- Underground 2 : Derviches tourneuses & Punks cosmiques, dessin de Nicolas Moog, Glénat, 2025

En 2012, il scénarise les concerts de dessins du 12e Festival International de la bande-dessinée, sur une musique d'Areski Belkacem, avec Alfred, Jean-Louis Tripp, Merwan, Bastien Vivès, Marion Montaigne, Craig Thompson, Benoît Sokal et Max aux dessins.

### Théâtre
- Comment je suis devenu un guerrier Mouktar, Anathol Karnivor, 2008, adapté par le réalisateur Pierre-Henri Juhel pour la scène.
- Fantaisie postale, Mauvais Genre Rade de Brest, 2010, réalisé avec une troupe d'improvisation théâtrale, Libido Rade de Brest.
- Le Grand Chut, initié par Très Tôt Théâtre, 2019, co-écrit avec Céline Garnavault (Cie La Boîte à Sel) avec Fanch Jouannic, Thomas Sillard, Camille Demoures, Atsama Lafosse, et Laurent Duprat.

### Autres
Des "Guides touristiques préhistoriques", curiosités littéraires (textes et photos):
- Guides touristiques préhistoriques (16 volumes), L'Eglise de la petite folie, 2002-2004
- Le Québec mou, La petite librairie, 2010

Des ouvrages mêlant textes et photographies:
- Terminus Saint-Malo, avec Stéphane Mahé, Les Editions de Juillet, 2014
- Locaux disponibles, avec Michel Poulain, La petite librairie, 2014
- Terres Neuves [Re]Visions, de Jérôme Sevrette, avec Eric Scatton-Tessier, David Jacob et de nombreux musiciens, Les Editions de Juillet, 2016
- Hypernoir, de Jérôme Sevrette, Les Editions du Petit oiseau, 2017
- Somewhere, de Stéphane Mahé, Les Editions de Juillet, 2018

En 2016, il publie en collaboration un livre sur Névénoé, coopérative musicale et label indépendant : Névénoé, coopérative utopique 1973 - 1980, avec Olivier Polard et Alain-Gabriel Monot, Les Editions de Juillet, 2016

## Musicien et auteur de chansons

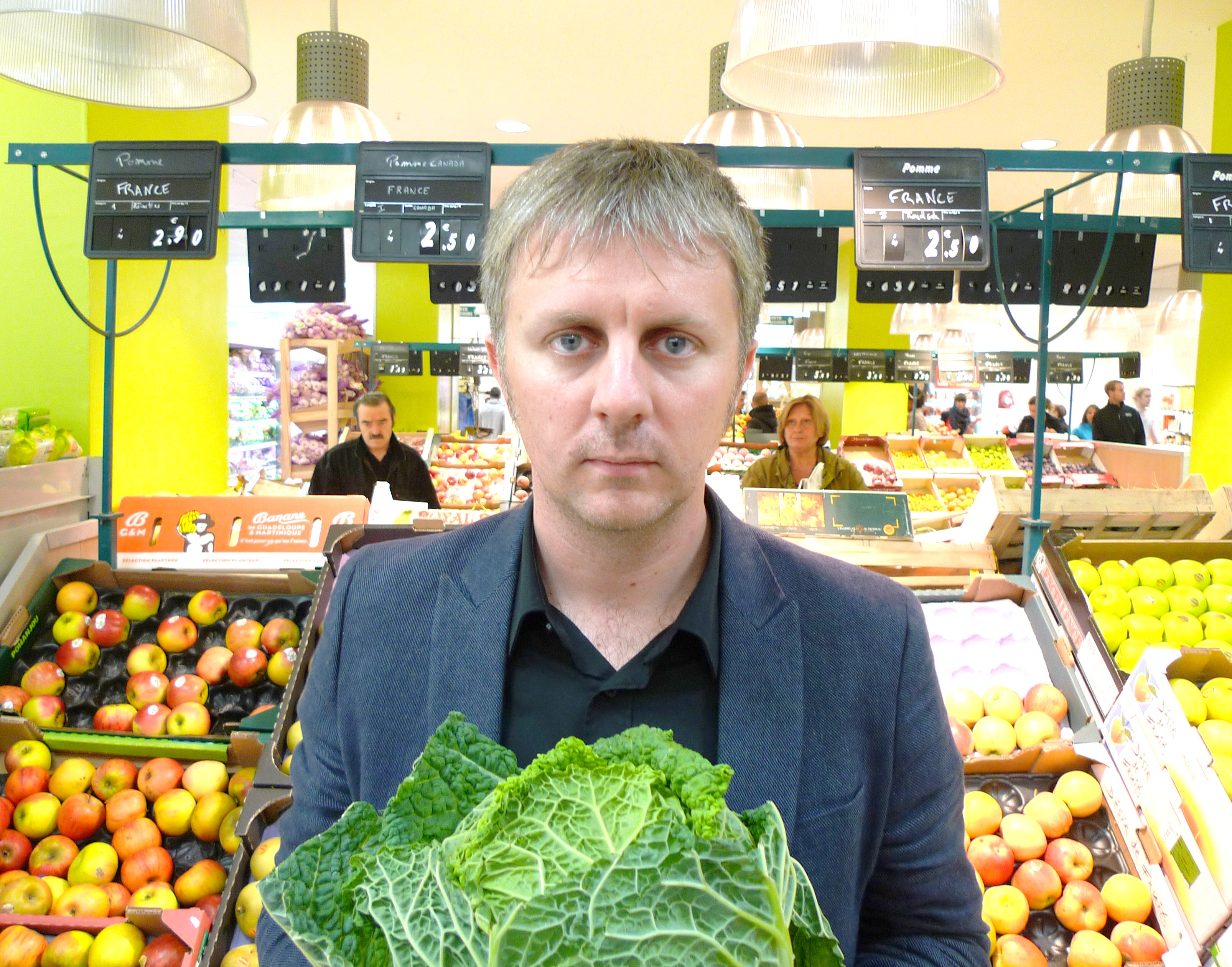

Également auteur de chansons, il a d'abord tenu la guitare dans le groupe brestois Le petit fossoyeur, pour qui il signe deux albums :
- Le petit fossoyeur (Brontosaure/Coop Breizh - 1999);
- Le petit fossoyeur dans l'espace (Brontosaure/Keltia - 2001).

Création du label L'Église de la petite folie avec Maëlle Le Gouëfflec en 2002.
Puis il a publié seul trois disques singuliers bricolés en autarcie dans son "studio préhistorique":
- La vie sous cloche (L'Église de la petite folie - 2002);
- Petite mécanique de nuit (L'Église de la petite folie - 2003);
- Le chanteur masqué (L'Église de la petite folie - 2004).

Dans cette veine minimaliste, il publie en 2013 un nouveau disque en solitaire :
- Les subtilités du death metal (SuperApes - 2013).

Il fonde en 2003 L’Orchestre préhistorique, qui l'accompagne sur scène et sur disques: 
- L'Enfer est pavé de bonnes intentions (L’Église de la petite folie - 2004);
- A Dreuze (Last Exit Records/Anticraft - 2008).
- Le Disque Vert (Last Exit Records/Anticraft - 2009), fruit de collaborations diverses (Eugene Chadbourne, Noël Akchoté, C. Rocher, N. Pointard, Chapi Chapo & les petites musiques de pluie, Moregeometrico…).

En 2008, il collabore avec le musicien électronique Moregeometrico :
- Un mythe moderne (L’Église de la petite folie/Geostructures - 2008).

Il rencontre en 2008 le musicien John Trap, avec lequel il réalise plusieurs disques:
- La Boîte à ooTi (YY - 2011), premier album de la chanteuse ooTi. Le disque contient notamment deux duos avec Dominique A.
- Soleil Serpent (L’Église de la petite folie - 2012), disque aux tonalités tribales, qui contient notamment trois adaptations de poèmes d'Aimé Césaire.
- Deux fois dans le même fleuve (L’Église de la petite folie - 2015), disque folk onirique, avec le guitariste Olivier Polard et le batteur Régïs Boulard.
- Sessions fantômes volume 01 (L’Église de la petite folie - 2015), rencontre avec le guitariste Olivier Polard et l'improvisateur Eugene Chadbourne.
- Un rien de temps (L’Église de la petite folie - 2016), rencontre avec le chanteur Manu Lann Huel et le guitariste Olivier Polard.
- Sessions fantômes volume 02 (L’Église de la petite folie - 2016), rencontre avec le multi instrumentiste Kim
- iToo (L'église de la petite folie - 2017), deuxième album de la chanteuse ooTi.
- La Faveur de la Nuit (L'église de la petite folie - 2017), avec les guitaristes Olivier Polard et Ched Hélias, le clarinettiste Guillaume Le Guern, l'expérimentateur Mäel Tanguy.
- L'Orage (L'église de la petite folie - 2020), avec Thomas Poli, Olivier Mellano, Régïs Boulard et ooTi.

En 2013, avec John Trap, il revisite sur scène le répertoire de Pierre Mac Orlan (Chansons sans accordéon)
En 2015, le spectacle Deux fois dans le même fleuve est créé au Quartz - scène nationale de Brest, avec John Trap, Olivier Polard, Régïs Boulard, la plasticienne Odette Picaud et le dessinateur Briac.
Toujours avec John Trap, mais aussi Chapi Chapo & les petites musiques de pluie et l'illustrateur jeunesse Laurent Richard, il crée les spectacles Chansons tombées de la lune, Chansons robot, puis Chansons dragon (avec la participation de Delgado Jones, mis en scène par Céline Garnavault, création lumière de Vincent Quesnot) et Pirate Patate à destination du jeune public. Quatre disques/livres sont sortis :
- Chansons tombées de la Lune (L’Église de la petite folie - 2012).
- Chansons robot (L’Église de la petite folie - 2014).
- Chansons dragon (L’Église de la petite folie - 2018).
- Pirate Patate (L’Église de la petite folie - 2021).

Avec le groupe garage Jorge Bernstein and the pioupioufuckers, il a publié trois disques enregistrés par Rotor Jambreks :
- Mauve (L’Église de la petite folie/Super Apes/La Blanche production - 2012).
- Christian rock fièvre (L’Église de la petite folie/Super Apes - 2015).
- Mon projet pour la France/Amour Caraïbes  (L’Église de la petite folie/Super Apes - 2016).

Il a également enregistré avec le collectif TF, produit les deux premiers albums du chanteur Yoann Carquet, et animé durant quelques années le groupe de rock improvisé Monstre, qui a collaboré avec Eugène Chadbourne et Jimmy Carl Black, Jad Fair et Gilles Rieder, de Half Japanese, Damo Suzuki, et le groupe Tank.
Attiré par l'underground, les mondes souterrains et l'art magique de la dissimulation, il a également publié une foule de disques gravés, de cassettes, de petits livres faits main, de fanzines et de revues, en partie disponibles sur son site officiel, qui témoignent de ses expérimentations.
Il est l'un des fondateurs du label L'église de la petite folie et du Festival Invisible, rendez-vous brestois des musiciens inclassables.